# Mao Mục Chi
Mao Mục Chi (chữ Hán: 毛穆之, ? - ?), tự Hiến Tổ, tên lúc nhỏ là Hổ Sanh , người Dương Vũ, Huỳnh Dương , là tướng lĩnh nhà Đông Tấn.
Vì cái tên Mục Chi phạm húy Ai Tĩnh hoàng hậu Vương Mục Chi của Tấn Ai đế, nên Mục Chi dùng tên tự; về sau bởi tên mẹ của Hoàn Ôn - thượng cấp của ông - là Hiến, Mục Chi lại đổi dùng tên lúc nhỏ.

## Cuộc đời và sự nghiệp

### Giúp họ Dữu bắc phạt
Mục Chi là con trưởng của danh tướng Mao Bảo, có em trai là Mao An Chi.
Mục Chi quả cảm cương nghị, có tác phong của cha. Làm tham quân cho An tây tướng quân Dữu Dực. Được tập tước Châu Lăng hầu. Dữu Dực về Hạ Khẩu tiếp quản quân đội của Dữu Băng, lấy con trai Dữu Phương làm Kiến vũ tướng quân, giữ Tương Dương. Phương còn nhỏ tuổi, Dực chọn võ tướng đáng tin cậy để giúp đỡ, bèn lấy ông làm Kiến vũ tư mã. Ít lâu sau Dực hoăng, bọn đại tướng Kiền Toản, Đái Hy làm loạn, Mục Chi cùng bọn An tây trưởng sử Giang Lâm, tư mã Chu Đảo đánh dẹp được.

### Giúp Hoàn Ôn bắc phạt
Hoàn Ôn thay Dực, Mục Chi lại được dùng làm tham quân. Theo Ôn bình định nhà Thành Hán ở đất Thục, nhờ công mà con thứ được ban tước Đô hương hầu. Được nhận chức Dương uy tướng quân, Dĩnh Xuyên thái thú, theo Ôn bình định Lạc Dương, tiến vào Hàm Cốc quan. Ôn nắm toàn quân, lấy cớ Tạ Thượng chưa đến, để Mục Chi với 2000 quân ở lại bảo vệ Sơn Lăng.
Đầu những năm Thăng Bình (357 – 361), được thăng Đốc Ninh Châu chư quân sự, Dương uy tướng quân, Ninh Châu thứ sử. Hoàn Ôn được phong Nam Quận, dời Mục Chi làm Kiến An hầu, lại làm tham quân cho Ôn. Được gia hiệu Quan quân tướng quân, đưa quân mộ được tại nhiệm Sở theo Ôn bắc phạt Tiền Yên. Ông nhận lệnh coi sóc việc đào hàng trăm dặm ngòi, dẫn sông Vấn vào sông Tế. Khi Ôn đốt thuyền lui quân, sai Mục Chi làm Đốc Đông Yên 4 quận quân sự. Được lãnh chức Đông Yên thái thú, chức vụ như cũ.
Viên Chân chiếm Thọ Dương làm phản, Ôn trước khi đi dẹp, lấy Mục Chi làm Quan quân lãnh chức Hoài Nam thái thú, giữ Lịch Dương. Chân thua chạy, Ôn bèn lấy ông làm Đốc quân sự của Giang Tây thuộc Dương Châu, lại lãnh chức Trần Quận thái thú để chiêu tập tàn dư phản quân. Ít lâu sau được thăng làm Đốc quân sự của Nghĩa Thành thuộc Dương Châu, 5 quận thuộc Kinh Châu, Triệu Quận thuộc Ung Châu, Tương Dương, Nghĩa Thành, Hà Nam 3 quận thái thú, tướng quân như cũ. Sau đó được Ôn tiến cử cho lãnh chức Lương Châu thứ sử. Chưa được bao lâu, lấy cớ có bệnh xin giải chức, nhận chiếu được giữ hiệu Quan quân về triều.

### Giúp Hoàn Xung phòng bị Tiền Tần
Quân Tiền Tần xâm phạm Bành Thành, lại được làm tướng quân, Giả tiết, Giám Giang Bắc quân sự. Trấn thủ Quảng Lăng. Được thăng Hữu tướng quân, Tuyên Thành nội sử, trấn thủ Cô Thục. Mục Chi cho rằng nhiệm sở gần kinh thành, không được phép tự ý điều quân, không cần giữ cờ tiết, nên dâng sớ từ chối, triều đình đồng ý. Quân Tần vây Tương Dương, có chiếu sai ông đến Thượng Minh chịu sự chỉ huy của Hoàn Xung. Xung sai Mục Chi dời quân đến trung du sông Miện. Ông mới đến đầu nước thì Tương Dương thất thủ, nên đưa quân về quận.
Quân Tần lại đánh đất Thục, Lương Châu thứ sử Dương Lượng, Ích Châu thứ sử Chu Trọng Tôn bỏ chạy, Xung sai Mục Chi làm Đốc quân sự 3 quận thuộc Lương Châu, Hữu tướng quân, Tây Man hiệu úy, Ích Châu thứ sử, lãnh chức Kiến Bình thái thú, Giả tiết, đồn thú Ba Quận; lấy con trai ông là Cầu làm Tử Đồng thái thú. Mục Chi xin đánh Tần, đến quận Ba Tây, bởi việc vận lương không thông, lui về giữ Ba Đông, rồi bệnh mất.
Được truy tặng Trung quân tướng quân, thụy là Liệt.
Mục Chi có sáu con trai: Trân, Cừ, Cầu, Phan, Cấn, Viện. Trân được kế tự, Cừ nổi tiếng nhất. Cừ, Cấn, Viện đều bị Tiếu Túng giết. Con Cấn là Tu Chi về sau gởi mình ở Bắc Ngụy.